# Trossbotten
Trossbotten är utrymmet mellan golvbjälkarna i ett hus, men kan också avse ett utrymme i örlogsfartyg.

## Trossbotten i hus
Till lands betyder "trossbotten" utrymmet i ett bjälklag mellan två våningar, eller bjälklaget mellan första våningen och en krypgrund.
I detta utrymme förläggs ofta el- och vvs-installationer, och ibland även ventilationsrör. Utrymmet är ofta fyllt med något materiel för värme- och ljudisolering. Tidigare isoleringsmaterial kunde bestå av torv, halm eller olika träspån från sågverk och hyvelindustrier. Material med ljudisolerade egenskaper kunde tidigare bestå av kolstybb, sand eller torkad lera. Numera består isoleringen av mineralull, cellulosafiber eller av returfiber från papper (ecofiber).
Bjälklaget beläggs i regel med limmade och skruvade spånskivor som undergolv, därefter finns det olika lösningar. En metod är med så kallat flytande golv som kan konstrueras på två olika sätt beroende om det monteras golvvärme eller ej. Ett golv med golvvärme kan bestå av en byggmodul av cellplast med en aluminiumplåt med urtag för pexslangar som beläggs med golvgips för att senare beläggas med klinker eller laminatgolv samt parkettgolv. Ett flytande golv kan bestå av undergolv av spånskiva med ett lager mineralull med hög densitet för att motverka stegljud. På mineralullen läggs och limmas en golvspånskiva som får en golvgips skruvad inför valfri golvbeläggning som även här kan bestå av klinker, laminatgolv eller parkett samt heltäckningsmatta.
Undertaket i ett mellanbjälklag kan vara i olika utförande, som gipsskivor eller någon form av träpanel.

## Trossbotten i ett örlogsfartyg
På äldre örlogsfartyg fanns ett eller flera batteridäck där kanonerna var placerade . Utrymmet närmast under de understa kanonerna kallades "trossbotten" eller "trossdäck" (eng. orlop).
I sentida örlogsfartyg utan batteridäck var "trossbotten" belägen närmast under det övre däcket och användes som sovplats av manskapet.